# Căn bệnh Hà Lan
Trong kinh tế học, căn bệnh Hà Lan là mối quan hệ nhân quả rõ ràng giữa sự gia tăng phát triển kinh tế của một lĩnh vực cụ thể (ví dụ tài nguyên thiên nhiên) và sự suy giảm trong các lĩnh vực khác (như lĩnh vực sản xuất hoặc nông nghiệp). Cơ chế giả định là khi doanh thu tăng lên trong lĩnh vực đang phát triển (hoặc dòng viện trợ nước ngoài), đồng tiền của quốc gia nhất định trở nên mạnh hơn (tăng giá) so với đồng tiền của các quốc gia khác (biểu hiện ở tỷ giá hối đoái). Điều này dẫn đến việc các mặt hàng xuất khẩu khác của quốc gia trở nên đắt hơn đối với các quốc gia khác mua, và hàng hóa nhập khẩu trở nên rẻ hơn, làm cho các lĩnh vực đó trở nên kém cạnh tranh hơn. Trong khi nó thường đề cập đến việc khám phá tài nguyên thiên nhiên, nó cũng có thể đề cập đến "bất kỳ sự phát triển nào dẫn đến một dòng ngoại tệ lớn, bao gồm giá tài nguyên thiên nhiên tăng mạnh, hỗ trợ nước ngoài và đầu tư trực tiếp nước ngoài ".

## Từ nguyên
Thuật ngữ này được The Economist đặt ra vào năm 1977 để mô tả sự suy giảm của lĩnh vực sản xuất ở Hà Lan sau khi phát hiện ra mỏ khí tự nhiên Groningen lớn vào năm 1959.

## Lý luận

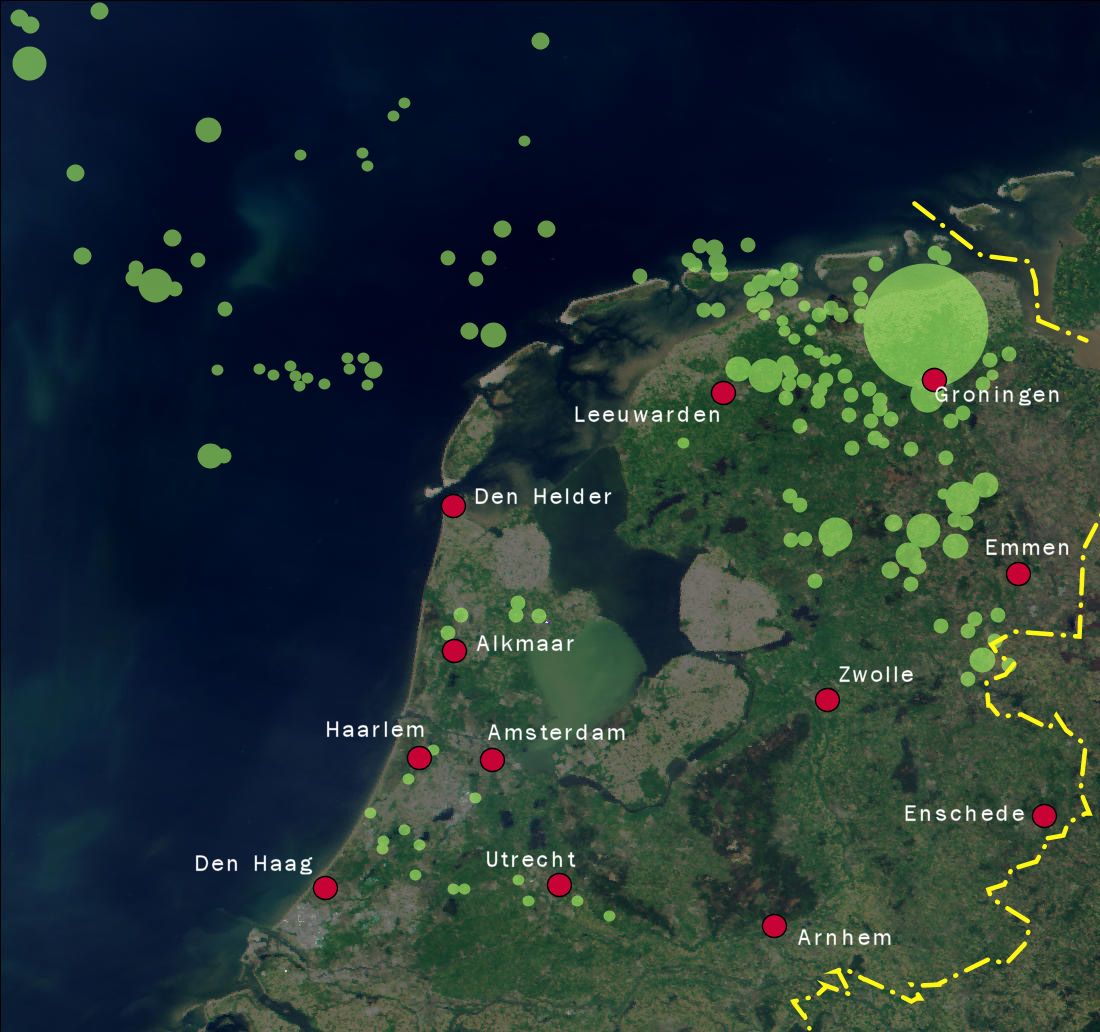
Nhượng quyền khai thác khí đốt tự nhiên ở Hà Lan. Ngày nay, Hà Lan chiếm hơn 25% tổng trữ lượng khí đốt tự nhiên ở EU.

Mô hình cân bằng cục bộ của Corden và Neary dựa trên giả thiết rằng nền kinh tế quốc dân có 2 khu vực xuất khẩu, trong đó 1 khu vực đang bùng nổ là khu vực khai thác tài nguyên và 1 khu vực đang trì trệ (so với khu vực kia) là khu vực chế tạo. Ngoài ra, nền kinh tế còn có 1 khu vực không xuất khẩu. Các giả thiết khác là tổng lực lượng lao động không đổi, nền kinh tế trong trạng thái toàn dụng lao động, và tỷ giá hối đoái danh nghĩa cố định.
Khi các ngành khai thác bùng nổ, lượng cầu về lao động của khu vực này tăng lên, lao động từ khu vực chế tạo sẽ chuyển sang khu vực khai thác tài nguyên làm khu vực chế tạo bị thiếu cung lao động và trở nên suy thoái. Khi thu nhập của người lao động trong khu vực khai thác tài nguyên tăng lên, họ tiêu dùng nhiều hơn khiến cho khu vực không xuất khẩu được kích thích và mở rộng. Khu vực không xuất khẩu sẽ hút lao động từ khu vực chế tạo sang, càng làm cho khu vực chế tạo bị bất lợi. Tiêu dùng các hàng hóa không xuất khẩu tăng còn làm giá cả của các mặt hàng này tăng, khiến cho tỷ giá hối đoái thực tế tăng lên nếu tỷ giá hối đoái danh nghĩa không đổi, gây bất lợi cho xuất khẩu của khu vực chế tạo. Khu vực khai thác tài nguyên đẩy mạnh xuất khẩu cũng làm tương quan lượng cung nội tệ và ngoại tệ trong nền kinh tế thay đổi theo hướng làm tăng tỷ giá hối đoái danh nghĩa, càng cản trở xuất khẩu của khu vực chế tạo.
Sau này De Silva (1991) và Nnadozie (1991) đã mở rộng mô hình lên thành gồm 4 khu vực. Một số nghiên cứu khác đã tìm cách nới lỏng các giả thiết trong mô hình của Corden và Neary, chẳng hạn như giả thiết về toàn dụng lao động.

## Tác động
Alan Greenspan (2008) cho rằng căn bệnh Hà Lan chủ yếu xảy ra ở các nước đang phát triển do họ không được chuẩn bị kỹ lưỡng để đối phó. Nhưng ông này cũng cho rằng căn bệnh Hà Lan đã xảy ra ở Anh trong thập niên 1980 và ở Na Uy trong thập niên 1970, ở Nga hiện nay. Thực tế là sự lên giá của Bảng Anh khi có nguồn thu ngoại tệ nhờ xuất khẩu khí đốt đã làm lên giá đồng tiền này khiến cho xuất khẩu nói chung của Anh giảm và làm thâm hụt tài khoản vãng lai tăng dẫn tới sự kiện đầu cơ vĩ mô của George Soros năm 1992 khiến Anh phải quyết định phá giá bảng Anh và không tham gia Cơ chế tỷ giá hối đoái châu Âu nữa. Các nhà kinh tế còn chỉ ra nhiều quốc gia khác có thể đã bị căn bệnh Hà Lan.
Tại Việt Nam, nhiều học giả cũng đặt câu hỏi liệu Việt Nam có bị nhiễm căn bệnh Hà Lan hay không trong bối cảnh nền kinh tế gặp rất nhiều khó khăn kể từ khủng hoảng tài chính toàn cầu năm 2008. Học giả Huỳnh Thế Du trong một bài viết cho rằng, Việt Nam đã bị nhiễm căn bệnh Hà Lan. Trong đó, ông cho rằng sau khi Việt Nam gia nhập WTO, dòng vốn FDI đổ vào nền kinh tế khá ồ ạt, trong khi khu vực trong nước đã từ bỏ việc tận dụng lợi thế, tập trung cho sản xuất kinh doanh sang đầu cơ tài sản. Chính vì vậy "căn bệnh Hà Lan" đã làm tổn hại nghiêm trọng sức cạnh tranh của khu vực sản xuất, với hậu quả hơn 50 ngàn doanh nghiệp phá sản trong năm 2012.

## Phòng tránh
Theo Joseph Stiglitz căn bệnh Hà Lan có thể tránh khỏi, bằng cách đầu tư ngoại tệ dư thừa ra ngoại quốc. Bằng phương pháp can thiệp vào thị trường hối đoái này đồng nội tệ không bị lên giá, tránh được trường hợp kinh tế tập trung vào xuất khẩu tài nguyên thiên nhiên. Ngoài ra quốc gia còn thu được tiền lời trên lượng vốn đầu tư ra ngoài. Trên thực tế, chính sách này là khó được dân chúng chấp nhận, vì số tiền đó không được đầu tư hoặc tiêu thụ trong nước. Tuy nhiên từ năm 2001 Azerbaijan đã theo chính sách này. Các nước khác từng bị căn bệnh này như Na Uy, Nga, Kuwait cũng sử dụng nguồn thu từ xuất khẩu tài nguyên để thành lập các quỹ bình ổn.

## Căn bệnh Hà Lan chính trị
Lam, Ricky and Wantchekon, Leonard (2003) cho rằng nguồn tài chính từ xuất khẩu tài nguyên đã giúp chính quyền độc tài ở một số nước như Iraq và Libia duy trì lâu hơn. Họ gọi tình trạng này là Căn bệnh Hà Lan chính trị.